# غبرنوت (المهرة)

تعديل مصدري - تعديل

غبرنوت هي إحدى قرى عزلة قشن بمديرية قشن التابعة لمحافظة المهرة، بلغ تعداد سكانها 154 نسمة حسب تعداد اليمن لعام 2004.